# В ловушке времени
«В ловушке времени» (англ. Timeline) — американский фантастический фильм 2003 года режиссёра Ричарда Доннера по роману «Стрела времени» (1998) писателя-фантаста Майкла Крайтона. Фильм провалился в прокате и получил негативные отзывы кинокритиков.

## Сюжет
В Аризоне обнаруживают человека с дикими глазами и в средневековой одежде, который внезапно появился посреди автомагистрали непонятно откуда, причём был весь изрешечён стрелами. Его доставили в больницу, где он и умер. Вскрытие показало, что с его организмом не всё в порядке. По словам врача больницы: «Такое ощущение, что парня сначала разобрали на молекулы, а затем собрали, но достаточно неудачно. Склеили не в том порядке, хотя умер парень на самом деле от проникающих ранений». На шее жертвы обнаружен медальон с логотипом ITC Corp.
Инцидент привлекает внимание полиции — загадочное убийство, странные вмешательства в организм человека. Но в больнице появляется суровый представитель фирмы ITC по имени Фрэнк Гордон (Нил Макдонах), который предъявляет удостоверение ITC и забирает странный труп. Полиция и медперсонал озадаченно смотрят ему вслед, не в силах ничего противопоставить авторитету могущественной корпорации.
Примерно в это же время в Европе группа американских исследователей под руководством археолога профессора Джонстона проводит раскопки в окрестностях замка Каслгард, где в XIV веке прошло кровопролитное сражение в ходе Столетней войны между французами и англичанами. Французы тогда победили, хотя перевес в силах и вооружении был на стороне англичан. Профессор со своими археологами пытается выяснить, как французы ухитрились победить в столь безнадёжной ситуации.
Но вдруг в какой-то момент профессор исчезает. Оказывается, что он уехал в фирму ITC, но не вернулся. В это же время Андре вместе с Кейт обнаруживает в развалинах замка древние артефакты. Также им на глаза попадается древний манускрипт, на котором рукой профессора написано о том, что он находится в XIV веке. Поверхностный атомарный анализ доказывает, что манускрипту и гелевым чернилам — несколько сотен лет.
Прибывшее руководство ITC вынуждено разъяснить ситуацию. Оказывается, в процессе разработки устройства для перемещения груза из пункта А в пункт Б на ITC случайно изобрели машину времени, которая действительно перемещает путешественников из пункта А, но в пункт Б, отстоящий от Аризоны не только в пространстве, но и во времени. А именно — в район замка Каслгард. ITC отправила туда профессора, чтобы он разобрался с ситуацией, но профессор не вернулся. Помимо него, не вернулось ещё несколько человек.
ITC предлагает четырём молодым археологам отправиться туда, в сопровождении троих морпехов. Археологи соглашаются, ведь их профессор в опасности. Группа облачается в средневековые костюмы и попадает в XIV век — в самую гущу сражений между французами и англичанами, принимая сторону французов. Но почти сразу случается непредвиденное: налетев на разъезд англичан, происходит стычка, двое морпехов погибают. Группа пытается скрыться, а один из морпехов, как оказалось, «подстраховался» гранатой. Смертельно раненый, он успевает активировать медальон, переносящий его в наше время, и граната взрывается прямо в транспортной кабине машины времени. Теперь у путешественников есть несколько часов, чтобы вернуться с профессором обратно, а у работников компании — столько же времени, чтобы починить камеру. Впрочем, корпоративная этика ITC не считает жизни людей наивысшей ценностью.

## В ролях
| Актёр            | Роль               |
| ---------------- | ------------------ |
| Пол Уокер        | Крис Джонстон      |
| Фрэнсис О'Коннор | Кейт Эриксон       |
| Джерард Батлер   | Андре Марек        |
| Билли Конолли    | Профессор Джонстон |
| Итан Эмбри       | Джордж Стерн       |
| Анна Фрил        | Леди Клер          |
| Дэвид Тьюлис     | Роберт Донигер     |
| Майкл Шин        | Лорд Оливер        |
| Ламбер Вильсон   | Лорд Арно          |
| Нил Макдонаф     | Фрэнк Гордон       |
| Мэтт Крэйвен     | Стивен Крамер      |
| Мартон Чокаш     | Уильям Декер       |